# Tipula (Eumicrotipula) nimbinervis
Tipula (Eumicrotipula) nimbinervis is een tweevleugelige uit de familie langpootmuggen (Tipulidae). De soort komt voor in het Neotropisch gebied.